# 基督平静加利利海
基督平静加利利海（Cristo placa la tempesta sul lago di Tiberiade）是威尼斯画家丁托列托的一幅布面油画，绘制于1570年，现藏于美国华盛顿国家美术馆。
这幅画描绘马太福音14章中的一个场景，使徒们在海上遇到风浪，耶稣举手平静了风浪。画作属于矫饰主义风格,
用夸张的比例和亮度来增加构图的张力，和戏剧化效果。